# 甘尼特
甘尼特（英語：Gannett）是一家美国媒体公司，按照报纸发行量计算是美国最大报业集团。

## 历史
1923年由弗兰克·甘尼特成立于纽约州罗切斯特。之后买下创建于1906年的《埃尔迈拉公报》一半股权。之后一直靠收购其他公司扩展集团规模。旗下发行有《今日美国》、《印第安纳波利斯星报》和《得梅因纪事报》等报纸。